# Jutulpløgsla
Das Jutulpløgsla (norwegisch für Riesenacker) ist ein Gletscherbruch im ostantarktischen Königin-Maud-Land. Es liegt 13 km südöstlich des Nashornet inmitten des Jutulstraumen.
Norwegische Kartographen, die ihn auch benannten, kartierten ihn anhand von Vermessungen und Luftaufnahmen der Norwegisch-Britisch-Schwedischen Antarktisexpedition (1949–1952) sowie Luftaufnahmen der Dritten Norwegischen Antarktisexpedition (1956–1960) aus den Jahren von 1958 bis 1959.